# Christine Schornsheim
Christine Schornsheim (Berlijn, 1959) is een Duits klavecimbelspeler en organist.

## Levensloop
Schornsheim leerde klavecimbel en orgel aan de Spezialschule für Musik Berlin van 1969 tot 1976. Van 1976 tot 1982 studeerde ze verder piano aan de Hochschule für Musik Berlin. In 1982-83 was ze solo-repetitor in het Hans-Otto-Theater in Potsdam. Verder volgde ze meestercursussen bij Gustav Leonhardt, Ton Koopman, Johann Sonnleitner en Andreas Staier.
In 1985 begon ze haar carrière als klaveciniste. Zij heeft gespeeld onder de leiding van Sir Georg Solti, Seiji Ozawa, Claudio Abbado, Leopold Hager, Peter Schreier, Marcus Creed, Georg Christoph Biller, Helmuth Rilling, Gilbert Varga, Hermann Max en Christoph Poppen. 
Ze trad vaak solo op in festivals als het Schleswig-Holstein-Musikfestival, het Europäischen Musikfest in Stuttgart, de Wiener Orgeltagen, de Nürnberger Orgelwochen, de Berliner Bach-Tagen, de Bachwoche Ansbach, de Tagen für Alte Musik in Berlijn, Regensburg en Herne, de Brühler Schloßkonzerten en de Internationale Bach Festen. Ze trad op in de meeste Europese landen, in Israël, Japan en de Verenigde Staten.
Ze begon in 1994 op pianoforte als begeleidster van de Liedzanger Peter Schreier. Haar bijzonderste partners zijn Andreas Staier (concerten met twee klavecimbels), Christoph Huntgeburth, Ulla Bundies en Mary Utiger. Sinds de herfst van 2003 is zij lid van de "Münchener Kammermuzik". Ze treedt ook op met de Berliner Barockkompanie.
Van 1988 tot 1992 was ze leraar klavecimbel aan de Hochschule für Musik und Theater Leipzig. In november 1992 werd ze in dit instituut docente klavecimbel en pianoforte.
In 2002 werd ze docente klavecimbel aan de Hochschule für Musik und Theater in München.
Sinds 1992 wordt ze regelmatig uitgenodigd als jurylid bij internationale wedstrijden voor klacevimbel, zoals in het concours van het Musica Antiqua festival in Brugge.

## Discografie
Christina Schornsheim heeft deelgenomen aan talrijke opnamen, zoals:
- de Goldbergvariaties (BWV 988)
- talrijke andere werken voor klavecimbel van Johann Sebastian Bach
- verschillende pianoconcerto's van Wolfgang Amadeus Mozart
- samen met de traversofluitist Christoph Huntgeburth nam ze in primeur werk op van Beethoven
- ze heeft verder aan talrijke opnamen deelgenomen als klavecimbelspeler, continuo, organist en kamermuziekuitvoerder.

In 1999 ontving ze de ECHO-Klassikpreis voor de opname van drie concertos voor klavecimbel van C.P.E. Bach, W.F. Bach en J.Ch. Bach. 
In februari 2005 speelde ze het integrale werk voor piano van Jozef Haydn, op vijf historische klavecimbels. Hiervoor ontving ze de "Diapason d'or mei 2005" en de "Diapason d'or voor het jaar 2005", en tevens de "Preis der Deutschen Schallplattenkritik" en de "Echo Klassik 2005".
- Bibliothèque nationale de France: cb14022533z (data)
- CiNii: DA11870988
- Gemeinsame Normdatei: 124057144
- International Standard Name Identifier: 0000 0000 7985 0868
- Library of Congress Control Number: n94051426
- MusicBrainz: f4b006fe-ab9b-4f84-bb70-c4857d4c7188
- Nationale Bibliotheek van Tsjechië: xx0071467
- Nationale Bibliotheek van Israël: 987007352850705171
- Nederlandse Thesaurus van Auteursnamen: 29765585X
- Istituto Centrale per il Catalogo Unico: TO0V460761
- Système universitaire de documentation: 157337537
- Virtual International Authority File: 17421004
- WorldCat: E39PBJdGMXHcyphhhGTG6C3fbd